# Sybra buruensis
Sybra buruensis là một loài bọ cánh cứng trong họ Cerambycidae.